# Stanisław Gajda
Stanisław Gajda (ur. 3 października 1945 w Siemysłowie, zm. 23 listopada 2022) – filolog polski, specjalizujący się w językoznawstwie polskim i słowiańskim, leksykologii, socjolingwistyce, stylistyce i teorii tekstu, nauczyciel akademicki związany z Uniwersytetem Opolskim, członek rzeczywisty Polskiej Akademii Nauk.

## Życiorys
Urodził się w Siemysłowie w powiecie namysłowskim. Po ukończeniu w 1963 liceum ogólnokształcącego w Namysłowie studiował polonistykę w opolskiej Wyższej Szkole Pedagogicznej, uzyskując w 1968 roku tytuł magistra na podstawie pracy napisanej pod kierunkiem prof. Stanisława Rosponda.
Po rocznej pracy w szkole wrócił na stałe do swojej macierzystej uczelni. W 1975 roku otrzymał stopień naukowy doktora nauk humanistycznych w dziedzinie filologii za pracę pt. Rozwój polskiej terminologii górniczej, napisanej pod kierunkiem prof. Henryka Borka. Stopień naukowy doktora habilitowanego uzyskał na Wydziale Filologicznym Uniwersytetu Wrocławskiego w 1981 roku na podstawie rozprawy: Podstawy badań stylistycznych nad językiem naukowym. Tytuł profesora otrzymał w 1990 roku z rąk prezydenta Lecha Wałęsy.
W latach 1990–2012 pełnił obowiązki dyrektora Instytutu Filologii Polskiej, w latach 1998–2012 był kierownikiem Katedry Języka Polskiego. 
W 2010 został członkiem korespondentem, w 2016 członkiem rzeczywistym Polskiej Akademii Nauk. Był członkiem komitetów Polskiej Akademii Nauk: Komitetu Językoznawstwa (od 1990, przewodniczył Komitetowi przez dwie kadencje 1999–2007), Komitetu Słowianoznawstwa (od 2003) oraz Rady Języka Polskiego przy Prezydium PAN. Jako członek Rady Języka Polskiego od początku jej istnienia (czyli od 1966) był współodpowiedzialny m.in. za wszystkie uchwały ortograficzne Rady. Wchodził w skład rad naukowych: IBL PAN (od 1998) i IJP PAN (od 1993). Ponadto pracował w komitetach redakcyjnych czasopism zagranicznych i krajowych, m.in. „Slavii” (Praga), „SlavTermu” (Moskwa) „Stilu” (Belgrad), „Studies in Polish Linguistics” (Kraków), „Studiów Pragmalingwistycznych” (Warszawa). Od 2000 do 2013 był członkiem ścisłego Prezydium Międzynarodowego Komitetu Slawistów, pełniąc w nim bardzo aktywnie funkcję kuratora prac 35 komisji afiliowanych przy MKS. W 2018 został jego członkiem honorowym. Założyciel i wieloletni redaktor naczelny czasopisma „Stylistyka”.
W latach 1997–2005 był członkiem Komitetu Badań Naukowych, w latach 2007–2010 przewodniczącym Sekcji I Centralnej Komisji do Spraw Stopni i Tytułów.
Był honorowym członkiem Czeskiego Towarzystwa Językoznawczego (od 2002), otrzymał tytuły doktora honoris causa Uniwersytetu św. Cyryla i św. Metodego w Skopju (2005), Uniwersytetu Pedagogicznego im. KEN w Krakowie (2010) i Uniwersytetu Humanistyczno-Przyrodniczego im. Jana Długosza w Częstochowie (2018).
Został odznaczony Złotym Krzyżem Zasługi (1985), Krzyżem Kawalerskim Orderu Odrodzenia Polski (1998) oraz Medalem Komisji Edukacji Narodowej (1987).

## Dorobek naukowy
Jego zainteresowania badawcze skupiały się na języku polskim i językach słowiańskich. Dotyczyły teorii oraz historii języka, stylistyki, onomastyki, leksykologii, lingwistyki tekstu, socjolingwistyki i kultury języka. Znalazły one wyraz w prawie 300 publikacjach, które stanowią znaczny wkład do językoznawstwa polonistycznego i slawistycznego. Oprócz osiągnięć czysto badawczych trzeba docenić nieprzeciętny talent naukowo-organizacyjny prof. S. Gajdy i jego zasługi w kierowaniu zespołami badawczymi oraz udział w pracach instytucji i gremiów naukowych.
Światową pozycję w slawistyce przyniosły mu dokonania zawarte w dwu seriach wydawniczych: Najnowsze Dzieje Języków Słowiańskich (t. 1–14, 1996–2004) oraz Komparacja Systemów i Funkcjonowania Współczesnych Języków Słowiańskich (t. 1–4, 2003–2009). Trafiły one do bibliotek slawistycznych na całym świecie. Obie serie były rezultatem realizacji wielkich międzynarodowych programów badawczych.